# Cacharrada
La cacharrada es un plato típico de la gastronomía del Perú, particularmente del departamento de Moquegua.

## Descripción
Consiste en una serie de siete potajes realizados con las vísceras de ternera, que son choncholíes, vena, anchura, hígado, molleja, corazón y criadillas, estas partes se aderezan y luego se fríen en aceite. Se sirven con patatas cocidas y salsa de ají.
La cacharrada se consume en reuniones familiares o eventos sociales, donde se degusta con vino de la zona.